# Édouard Herriot

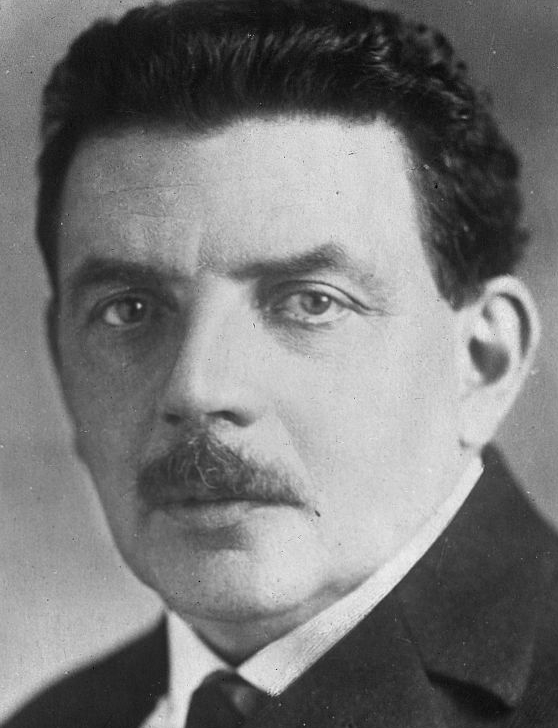
Édouard Herriot

Édouard Herriot (Troyes, 5 juli 1872 - Lyon, 26 maart 1957) was een centrum-linkse Franse politicus, lid van de sociaal-democratische Parti Radical (radicale partij).
In 1905 werd hij burgemeester van Lyon en bleef dat tot zijn dood (met uitzondering van de periode 1940-1945). Na de Eerste Wereldoorlog werd hij leider van de Parti radical, en in 1924-1925, 1926 en 1932 was hij driemaal voor korte tijd premier van Frankrijk. Herriot was in het interbellum al een voorstander van de Europese Unie.
In 1934 richtte hij samen met Léon Blum, Maurice Thorez, Édouard Daladier en Daniel Mayer het Front Populaire op, uit angst voor het opkomende nationaalsocialisme in Europa.
Toen de Tweede Wereldoorlog in Frankrijk uitbrak, was Herriot eerst een voorstander van Henri Philippe Pétain en daarna een tegenstander. Hij werd later opgepakt door de autoriteiten in Vichy en overgedragen aan de Duitsers. Hij werd opgesloten in Potsdam en bevrijd door het Rode Leger op 22 april 1945. In 1946 werd hij verkozen tot lid van de Académie française.
Édouard Herriot stierf in Lyon op 26 maart 1957. Kort voor zijn overlijden vroeg en verkreeg hij de laatste sacramenten van nuntius Angelo Roncalli, de latere paus Johannes XXIII, die een vriend van hem was. Dit mag opmerkelijk worden genoemd, daar Herriot altijd zeer antiklerikaal was.